# Леонтија Порфирогенита
Леонтија ( грч. Λεοντία , 457 – после 479. године) била је ћерка источноримског цара Лава I .

## Биографија
Леонтија је била ћерка цара Лава I и његове жене царице Верине ; била је млађа сестра царице Аријадне, али је, за разлику од ње, могла да тврди да је порфирогенита, „рођена у пурпуру“, јер је рођена у првој години владавине свог оца (457. године).
Цар Лав I, који се попео на трон због војних заслуга и није имао породичне везе са римском аристократијом, искористио је брак својих ћерки да ојача свој положај: пошто је Аријадна била удата за исауријског генерала Зенона, брак Леонтије је био осмишљен да га веже другој компоненти војске, германској коју је представљао Алан магистер милитум Аспар . Догодило се, међутим, да на објаву брака између Аспаровог сина Јулија Патриција и Леонтијe избију народни немири (470. године): за свештенство и народ Константинопоља заправо није било прихватљиво да аријанац као Патриције има могућност да постане цар. Немири су престали тек када су Аспар и Лав обећали епископима да ће Патриције прећи у православље пре него што постане цар, а да ће се тек после преобраћења оженити Леонтијом.
471. Јулије Патриције нестаје из хроника: његов отац Аспар и његов брат Ардабур су убијени ове године по Лавовом наређењу. Леонтија је тада била удата за Маркијана, сина западног цара Антемија : брак је повезивао две краљевске куће Запада и Истока. Догодило се, међутим, да је 472. умро цар Антемије, наследио га је Олибрије, а да је Лавовом смрћу, 474. године, Зенон ступио на престо Истока. Збачени са оба престола, Маркијан и Леонтија су 479. сковали устанак против Зенона, који је био заснован на Леонтијином праву првенства над њеном сестром као порфирогенита; побуна је ипак угушена.